# 上杉美浩
上杉 美浩（うえすぎ みひろ、1982年10月6日 - ）は、日本の女優。岐阜県出身。アプレ所属。

## 略歴
劇団「ルドビコ★」の姉妹劇団である「聖ルドビコ学園」に所属。女優業の他、小道具制作、モデル、チラシデザインなども手掛ける。
2008年、サンモールスタジオワークショップ公演にて初舞台を踏む。2013年7月の公演をもって聖ルドビコ学園卒業。
2024年10月10日、お笑い芸人のジャッキーちゃんと結婚したことを公式X（旧：Twitter）にて発表した。

## 出演

### 舞台
- サンモールスタジオワークショップ公演『深沢ハイツ203〜ニュートンの林檎〜』（2008年1月13日 - 14日、サンモールスタジオ） - 野村ハルカ 役
- 聖ルドビコ学園2008『学園迷宮』（2008年8月27日 - 31日、サンモールスタジオ） - 日下部優 役
- ルドビコ★another vol.1『深沢ハイツ302〜もう一つのニュートンの林檎〜』（2009年1月23日 - 2月1日、サンモールスタジオ）
- 梶組ワンナイトシアター・リボーン 第2夜『葡萄街（ブドウガイ）』（2009年8月24日、GEKIBA） - ナオコ 役
- 聖ルドビコ学園2009『卒業大作戦!!』（2009年12月11日 - 13日、サンモールスタジオ） - 日下部優 役
- ルドビコ★Vol.6『HAMLET-青い薔薇のくちづけ-』（2010年4月20日 - 26日、HARAJUKU QUEST HALL） - ミヒーリア 役
- 劇団PKB48『Snowball Earth』（2010年3月26日 - 4月4日、劇場MOMO） - グレイ 役
- 聖ルドビコ学園2010『AFTER AFTERSCHOOL』（2011年1月21日 - 24日、サンモールスタジオ） - 日下部優 役
- 劇団居酒屋ベースボール 第7試合『Ashes Butterfly』（2011年3月22日 - 27日、下北沢Geki地下リバティ） - モス 役
- シアターまあvol.2『ホントウの間柄』（2011年8月3日 - 8日、サンモールスタジオ） - 杉浦浩美 役
- ルドビコ★Vol.7『八犬伝-疾風異聞録-』（2011年9月16日 - 25日、HARAJUKU QUEST HALL） - 船虫 役
- シアターまあvol.3『何かの美味しいキッサ店』（2012年1月24日 - 29日、中野ザ・ポケット） - 秋吉みゆき 役
- Omu produce 楽雅鬼ジュエリーVol.1『Logical Chocolart』（2012年2月14日 - 19日、新宿タイニイアリス） - アヤメ 役
- 劇団パラノイアエイジ『虹色列車〜Railway of Rainbow〜』（2012年11月13日 - 18日、劇場MOMO） - 鮎川緋沙子 役
- ルドビコ★Vol.9『さよならジョバンニ』（2013年2月27日 - 3月3日、シアターサンモー） - さそり 役、他
- T-PRODUCE公演『Sir Tea Time〜暗中模索〜』（2013年4月30日 - 5月5日、下北沢 Geki地下リバティ） - カスミ 役
- 聖ルドビコ学園FINAL『JK Monster』（2013年7月4日 - 9日、サンモールスタジオ） - 日下部優 役 ※聖ルドビコ学園卒業
- 劇団TIME LIMITS第19回公演『新シキ世界ニ花束ヲ』（2014年6月25日 - 29日、相鉄本多劇場）
- 三越冬休みファミリー劇場・劇団東少ミュージカル『赤い靴~ドリーム・ドリーム~』 （2015年12月23日 - 28日、三越劇場）
- Yプロジェクト主催『幕末異聞 人斬りの恋』ヒロイン（2016年5月19日 - 22日、渋谷伝承ホール）
- 劇団TIME LIMITS第20回記念公演『鬼が哭いた夜』（2016年6月24日 - 26日、KAAT神奈川芸術劇場大スタジオ）
- オフィスパラノイアGW下北沢公演『幕末異聞 武士の影~東海道悪徒理~』（2017年5月3日 - 7日、「劇」小劇場）
- 東京幻堂公演 今昔舞踊劇『遊びの杜 11』（2018年9月22日 - 24日、すみだパークスタジオ倉）
- シアターまあ vol.5『しきしま探偵事務所』（2019年1月15日 - 20日、テアトルBONBON）
- 東京幻堂主催 今昔舞踊劇「遊びの杜」/ 会場：すみだパークスタジオ倉  （2019年）
- シアターまあ『里見家の人々』/ 演出：妹尾匡夫 @下北沢シアター711  （2020年）
- 東京幻堂 今昔舞踊劇『遊びの杜14』（東京公演）・『怪 其の17』（山梨公演） （2021年）
- 東京幻堂公演 今昔舞踊劇『遊びの杜15』＆『怪 18』
  - 2022年9月22日 - 9月25日、「劇」小劇場-東京
  - 2022年10月8日 - 10月10日、甲斐善光寺 金堂-山梨

### 映画
- 短編映画『RANATO』 - ミナミ 役
- 短編映画『3000』 - チトセ 役（2012年）
- 『アイアムママ』小栗はるひ監督（2014年）
- 『イニシエーション・ラブ』堤幸彦監督（2015年）
- 『少女椿』TORICO 監督（2016年）
- アルファロメオ I LOVE CINEMA 2016『助手席にジュリエッタ』グランプリ受賞・ジュリエッタ役  山口ヒロキ監督（2016年）
- 『MESSIAH 外伝―極夜 Polar night』 山口ヒロキ監督（2017年）
- 短編映画『むつこ』- 主演・むつこ役「ナキフェス2017上映短編映画」（2017年）
- 『咲-Saki-阿知賀編 episode of side-A』（2018年）
- シン・仮面ライダー-サソリオーグの手下役（2023年）[2]

### テレビドラマ
- CX 木曜劇場『Oh,My Dad!!』（2013年）
- EX 『獣電戦隊キョウリュウジャー』（2013年）
- CX『白衣のなみだ 第一部「余命」』 - 看護士 役（2013年）
- 孤独のグルメ Season3 第1話 （2013年7月10日、テレビ東京） - プチモンド・店員 役
- TBS『家庭教師が解く!2』（2014年）
- TX『俺のダンディズム』レギュラー社員（2014年）
- BS ジャパン『文豪の食彩』#1 津島美知子役（2014年）
- YTV『獣医さん、事件ですよ』最終話 - 佐倉菜々子（青年期） 役（2014年）
- BS ジャパン『ワーキングデッド~働くゾンビたち~』（2014年）
- TOKYO MX 『メサイア~影青ノ章~』キャスター役（2015年）
- NHK BS『ジャンクション 39 ~男たち、恋に迷走中!~』 （2015年）
- TBS『マザー・ゲーム~彼女たちの階級~』レギュラーママ役 （2015年）
- NTV『エンジェル・ハート』最終話（2015年）
- NTV『刑事バレリーノ』 （2016年）
- CX『大貧乏』レギュラー弁護士（2017年）
- TX『バイプレーヤーズ』最終話（2017年）
- NHK BS-プレミアム『我が家のヒミツ』1 話 （2019年）
- 相棒19-第8話「一夜の夢」（テレビ朝日、2020年12月2日）

### モデル
- ハンドメイドジーンズブランド『平-flat-』
- ルドビコ★another vol.2『ONEMAN』
- Omu produce 楽雅鬼ジュエリーVol.1『Logical Chocolart』

### CM
- SBTサーチ ドＳ秘書役 （2014年）
- 静岡新聞社 メイン・働く母役 （2014年）
- エイピーピー・ジャパン プレミアムコピー用紙 WEB CMメイン・ドＳ上司 青木役  （2015年）
- cotoco(コトコ) WEB CM先輩ＯＬ役 （2015年）
- スバル フォレスター特設サイト/WEB CM・HP（2015年～2017年1月）
- ネスカフェグラノーラテ WEB CM働く妻役  （2017年）
- AIG損害保険 ALL BLACKSが日本の道路で超絶アクション!? 『How NOT to Drive in Japan』  （2019年）
- キリン一番搾りグローバルムービー-WEB CM （2020年）
- 積水ハウス PLATFORM HOUSE（2021年）-WEB CM
- UHA 味覚糖 瞬間サプリ「瞬間の歌」篇 （2021年）
- グリコポッキー「いつかさそおう、を今日さそおう。」篇（2022年）